# Punta Loma
El ÁREA Natural Protegida Punta Loma, es una reserva natural faunística, creada con fines recreativos y turísticos, primera en su tipo en Latinoamérica, y la que da inicio al sistema de áreas naturales protegidas de la provincia del Chubut, la cual actualmente cuenta con 17 áreas protegidas en su territorio. Su nombre se debe a que es un punta o cabo de la costa de Argentina, localizada en el golfo Nuevo, a unos 17 kilómetros al sureste de Puerto Madryn, en la provincia del Chubut. Su principal atractivo es el apostadero permanente lobos marinos de un pelo(Otaria flavescens), los cuales pueden verse durante todo el año, tanto desde el mirador principal del área, como así también desde la costa, navegando en Cruceros Ecológicos, o realizando snorkeling con lobos, actividades recreativas que ofrecen las operadoras de turismo local. Así mismo, se pueden avistar cormoranes (Leucocarbo bougainvillii) y gaviotines sudamericanos (Sterna hirundinacea) en el área, entre otras especies de aves. Es la reserva natural más antigua del Chubut, ya que fue creada el 6 de enero de 1967.
Su nombre responde a la fisonomía del lugar: bardas de formación sedimentaria, que conservan entre sus estratos restos fósiles de ostras y vertebrados marinos. La zona posee acantilados de mediana altura y extensas playas de pedregullo. La reserva posee 1707 hectáreas y aquí también se encuentra el primer puesto de guardafaunas de la provincia.
Sobre la costa el área comienza en el final de Playa Parana y se extiende hasta Punta Ambrosetti.

## Flora
El área natural protegida se caracteriza también por poseer arbustos bajos, típicos de la estepa patagónica y del monte, como la jarilla (Larrea), algarrobillo (Prosopis denudans) y el piquillín (Condalia microphylla), entre otras. El quilimbay (Chuquiraga aurea), el cola piche (Nassauvia glomerulosa), el molle (Schinus) y el mamuel-choique (Adesmia campestris) predominan en las zonas altas. Y ya más cerca del mar se puede encontrar el jume (Allenrolfea vaginata) y la zampa (Atriplex lampa).

## Fauna
Además de las especias antes citadas, en la reserva se pueden observar varios tipos de gaviotas, como la gris (Leucophaeus scoresbii) y la cocinera (Larus dominicanus), el ostrero común (Haematopus palliatus), la garza blanca (Egretta alba) y el cormorán de cuello negro (Phalacrocorax magellanicus), entre otras.